# HAL Laboratory
HAL Laboratory — японская компания, специализирующаяся на разработке и выпуске игр для приставок и компьютеров, основанная 21 февраля 1980 года. Несмотря на свою независимость, компания тесно сотрудничает с Nintendo, её часто называют second-party-разработчиком Nintendo. Штаб-квартира HAL Laboratory находится в районе Тиёда города Токио, компания также имеет подразделение в городе Каи префектуры Яманаси. Название компании было образовано из названия IBM, со смещением каждой буквы на одну позицию в английском алфавите, чтобы «каждая буква ставила её на шаг впереди IBM». Компания наиболее известна как разработчик серий Kirby и Mother, а также первых двух игр серии Super Smash Bros.
Логотип компании, используемый с 1998 года, изображает собаку, насиживающую яйца, и называется Inutamago.

## История
Изначально HAL Laboratory занималась разработкой игр для компьютеров MSX и Commodore VIC-20. Во время разработки Metal Slader Glory (1991) для Famicom компания столкнулась с финансовыми трудностями; Nintendo предложила спасти HAL Laboratory от банкротства, при условии, что президентом компании будет назначен Сатору Ивата. В результате Ивата руководил компанией с 1993 по 2000 год, а затем стал главой подразделения Nintendo по корпоративному планированию (в период с 2000 по 2002 годы) и президентом этой же компании (в период с 2002 по 2015 годы).
Логотип «Inutamago» был заказан в 1998 году Сатору Иватой. Продумыванием логотипа занимался Сигэсато Итои, который перебрал множество различных идей. Он попытался развить тему «неожиданной связи… которая приводит к рождению чего-то нового», и пришёл к идее собаки, насиживающей яйца в гнезде. Непосредственно рисованием логотипа занялся Акияма из HAL. Компания приняла дизайн, хотя первая реакция на логотип была прохладной.
Во многих играх в первой половине 1990-х годов компания использовала название HALKEN, производное от своего японского названия. Некоторые ранние игры были выпущены под названием HAL America Inc. (HAI), принадлежащим североамериканскому филиалу компании, расположенному в Бивертоне, штат Орегон, США.
В августе 2001 года HAL Laboratory и Nintendo создали совместное предприятие Warpstar, Inc. (в котором HAL Laboratory и Nintendo владеют по 50 % акций) с целью управления брендом Kirby и связанной интеллектуальной собственностью; решение о создании компании было принято в первую очередь для возможности создания аниме-сериала Kirby: Right Back at Ya!. После завершения аниме компания продолжила существование, занимаясь лицензированием бренда в играх, мерчендайзе и других медиа.
В течение многих лет отдел разработки компании занимал восьмой этаж здания Nintendo в Нихомбаси, Тюю, Токио, но в августе 2003 года HAL Laboratory заявила о реструктуризации, в рамках которой отдел разработки переехал в головной офис HAL в Канда Суда-сё, Тиёда, Токио. Подразделение HAL Laboratory в Яманаси реструктуризация не затронула.
В 2017 году HAL Laboratory объявила, что будет разрабатывать и самостоятельно издавать игры для мобильных устройств под брендом HAL Egg, в новых франшизах и с необычным для студии дизайном. Первой игрой, выпущенной ими, стала Part Time UFO. В октябре 2017 года компания выпустила миниатюрную версию компьютера MZ-80C, а в октябре 2019 года — миниатюрную версию PC-8001.
В 2020 году HAL Laboratory увеличила число сотрудников со 169 до 195, и компания переехала в новое здание Nintendo. Её главный офис и токийская студия разработки стали располагаться в одном здании с токийскими подразделениями Nintendo EPD, Nintendo PTD, 1-UP Studio и Game Freak по типу кэйрэцу. Студию в Яманаси этот переезд не затронул.

## Продукция
За более чем 30 лет существования компания выпустила большое количество игр, в основном для игровых систем Nintendo, с которой HAL Laboratory тесно сотрудничает. Исключение составляет ряд ранних игр, выпущенных для компьютеров MSX, Apple II, Commodore 64, VIC-20 и NEC PC88, а также игра Mingle Magnet, выпущенная для WonderSwan, и Revival! EggerLand для Windows. Наиболее известными стали серии Kirby и Eggerland (Adventures of Lolo и другие), а также игры Super Smash Bros. и Super Smash Bros. Melee, несколько игр из серии Pokémon и другие. Игры компании издаются под названиями HAL Laboratory, HALKEN или просто HAL. Кроме видеоигр компания занималась и иными проектами, в частности разработкой устройства e-Reader совместно с Nintendo.

## Список игр

### Консоли Nintendo

#### Nintendo Entertainment System
- Pinball — (1984) JP (1985) NA (1986) EU
- F1 Race — (1984) JP
- Mach Rider — (1985) JP (1986) NA (1987) EU
- Balloon Fight — (1985) JP (1986) NA (1987) EU
- Lot Lot — (1985) JP
- Othello — (1986) JP (1988) NA
- Joust — (1987) JP (1988) NA
- Defender II — (1987) JP (1988) NA
- Air Fortress — (1987) JP (1989) NA, EU
- Vegas Dream — (1988) JP (1990) NA
- Rollerball — (1988) JP (1990) NA
- Millipede — (1988) JP, NA
- Adventures of Lolo — (1989) NA (1991) EU
- Adventures of Lolo 2 — (1990) JP, NA (1991) EU
- Adventures of Lolo 3 — (1990) JP (1991) NA (1992) EU
- New Ghostbusters II — (1990) JP (1991) EU
- Kabuki Quantum Fighter — (1991) NA (1992) EU
- Metal Slader Glory — (1991) JP
- Day Dreamin' Davey — (1992) NA
- Kirby's Adventure — (1993) JP, NA, EU
- Satsui no Kaisou: Power Soft Renzoku Satsujin Jiken
- Skyscraper
- Jumbo Ozaki no Hole in One Professional
- Uchuu Keibitai SDF
- Joy Radar (Радиочастотный аппаратный блок для беспроводной передачи аудио/видеосигнала от игрового устройства к монитору)

#### Family Computer Disk System
- Gall Force|Gall Force: Eternal Story (1986)
- Eggerland (1986)
- Fire Bam (1988)
- Famicom Grand Prix II: 3D Hot Rally (1988)
- Eggerland: Souzouhe no Tabidachi (1989)

#### Game Boy
- Revenge of the 'Gator — (1989) JP, NA, EU
- Shanghai — (1989) JP (1990) NA
- Ghostbusters II — (1989) EU (1990) JP, NA
- Trax — (1991) EU, JP, NA
- Kirby's Dream Land — (1992) JP, NA, EU
- Kirby's Pinball Land — (1993) JP, NA, EU
- Adventures of Lolo — (1994) JP (1995) EU
- Vegas Stakes — (1995) NA, EU
- Kirby's Dream Land 2 — (1995) JP, NA, EU
- Kirby's Block Ball — (1995) JP, NA, EU
- Kirby's Star Stacker — (1997) JP, NA, EU

#### Super NES
- HAL’s Hole in One Golf (1991)
- SimCity (1991)
- Hyper Zone (1991)
- Arcana (1992)
- NCAA Basketball (Super Dunk Shot в Японии и World League Basketball в Европе) (1992)
- Vegas Stakes (1993)
- Alcahest (1993)
- EarthBound (Mother 2 в Японии) (1994) JP (1995) NA
- Kirby's Dream Course (1994) JP (1995) NA, EU
- Kirby's Avalanche (1995)
- Kirby Super Star (1996)
- Shigesato Itoi’s No. 1 Bass Fishing (1997)
- Kirby's Dream Land 3 (1997)
- Kirby no Kirakira Kizzu (1998)
- Metal Slader Glory: Director’s Cut (2000)

#### Nintendo 64
- Pocket Monsters' Stadium (1998) JP
- Pokémon Snap (1999)
- Pokémon Stadium (1999) JP (2000) NA, EU
- Super Smash Bros. (1999)
- SimCity 64 (2000) JP (64DD)
- Shigesato Itoi’s No. 1 Bass Fishing: Definitive Edition (2000) JP
- Kirby 64: The Crystal Shards (2000)
- Pokémon Stadium 2 (2000) JP (2001) NA, EU
- Mother 3 — (отменена)

#### Game Boy Color
- Pokémon Pinball — (1999) JP, NA, EU
- Kirby Tilt 'n' Tumble — (2000) JP (2001) NA

#### GameCube
- Super Smash Bros. Melee (2001)
- Kirby Air Ride (2003)
- Kirby Tilt n Tumble 2 (отменена)
- Kirby (отменена)

#### Game Boy Advance
- Kirby: Nightmare in Dream Land — (2002) JP, NA (2003) EU
- Kirby & The Amazing Mirror (co-developed with Flagship) — (2004) JP, NA, EU
- Mother 3 (совместно с Brownie Brown) — (2006) JP
- Battland — (cancelled)
- Luna Blaze — (cancelled)

#### Nintendo DS
- Kirby: Canvas Curse — (2005) JP, NA, EU
- Common Sense Training — (2006) JP
- Kirby: Squeak Squad (совместно Flagship) — (2006) JP, NA (2007) EU
- Pokémon Ranger (совместно с Creatures Inc.) — (2006) JP, NA, AUS (2007) EU
- Kirby Super Star Ultra — (2008) JP, NA, AUS (2009) EU
- Picross 3D — (2009) JP (2010) NA, EU
- Face Pilot (DSiWare) — (2010) JP, NA, EU
- Kirby Mass Attack — (2011) JP, NA, EU

#### Wii
- Minna no Joushiki Ryoku TV
- TV no Tomo G Guide for Wii
- Kirby's Epic Yarn (совместно с Good-Feel) (2010) JP, NA (2011) EU
- Kirby's Return to Dream Land (2011)
- Kirby's Dream Collection (2012)

#### Nintendo 3DS
- Face Raiders (2011)
- Kirby: Triple Deluxe (2014)
- Kirby Fighters Deluxe (2014)
- Dedede’s Drum Dash Deluxe (2014)
- BoxBoy! (2015)
- Picross 3D: Round 2 (2015)
- BoxBoxBoy! (2016)
- Kirby: Planet Robobot (2016)
- Bye-Bye BoxBoy! (2017)
- Team Kirby Clash Deluxe (2017)
- Kirby’s Blowout Blast (2017)
- Kirby Battle Royale (2017)
- Kirby’s Extra Epic Yarn (2019) (совместно с Good-Feel)

#### Wii U
- Kirby and the Rainbow Curse (2015)

#### Nintendo Switch
- Kirby Star Allies (2018)
- Super Kirby Clash (2019) (совместно с Vanpool)
- BoxBoy! + BoxGirl! (2019)
- Kirby Fighters 2 (2020) (совместно с Vanpool)
- Part Time UFO (2020)
- Kirby and the Forgotten Land (2022)
- Kirby’s Return to Dream Land Deluxe (2023)

### Другие системы

#### Commodore VIC-20
- Alien
- Avenger (клон Space Invaders)
- Jelly Monsters (клон Pac-Man)
- Jupiter Lander (клон Lunar Lander)
- Mole Attack
- Money Wars
- Pin Ball (клон Cutie Q)
- Poker
- Radar Rat Race (клон Rally-X)
- Road Race (клон Night Driver)
- Slot Machine
- Star Battle (клон Galaxian клон, написанный Сатору Иватой; бывшим исполнительным директор Nintendo и HAL Laboratory)

#### Commodore MAX Machine[17]/Commodore 64
- Avenger
- Billiards
- Bowling
- Clowns
- Gorf
- Jupiter Lander
- Kickman
- Le Mans
- Max Basic
- Mini Basic Max
- Mole Attack
- Money Wars
- Music Composer
- Music Machine
- Omega Race
- Pinball Spectacular
- Poker
- Radar Rat Race
- Road Race
- Ski (или Slalom)
- Super Alien
- Wizard of Wor

#### MSX
- Balance
- Butamaru Pants
- Cue Star
- Dragon Attack
- Dunk Shot
- Eggerland Mystery
- Eggerland 2
- Fruit Search
- Gall Force
- Heavy Boxing
- Hole in One
- Hole in One Professional
- Inside the Karamaru
- Inspecteur Z
- Mobile Planet Stillus/The Roving Planet Stillus
- Mr. Chin
- Pachipro Densetsu
- Picture Puzzle
- Rollerball
- Space Maze Attack
- Space Trouble
- Step Up
- Super Billiards
- Super Snake
- Swimming Tango
- Tetsuman
- The Roving Planet Styllus

#### MSX2
- Hole in One Special
- Zukkoke Yajikita Onmitsudoutyuu
- Mr. Ninja — Ashura’s Chapter

#### PC Engine
- Hu PGA Tour Power Golf 2: Golfer (1994)

#### Windows
- Eggerland Episode 0: Quest of Rara
- Egger Land for Windows 95
- Revival! Eggerland

#### Мобильный телефон
- Part Time UFO (2017)
- Housuu de Shoubu! Kame Sanpo (2019)

## Компьютерная анимация
- Pokémon: The Movie 2000 (Разработка компьютерной графики)

## Комментарии
1. ↑  Известная в Японии как 株式会社ハル研究所 (яп.  Кабусики гайся Хару Кенкюдзё)
2. ↑  Ранее имела сокращённое название HALKEN
3. ↑   (яп. 犬たまご Ину Тамаго, «Собачьи яйца»)